# Ravager (groupe)
Pour les articles homonymes, voir Ravager.
Ravager est un groupe allemand de thrash metal, originaire de Walsrode, en Basse-Saxe. 

## Histoire
Marcel Lehr commence à s'intéresser au heavy metal à l'âge de 13 ans et joue rapidement de la guitare électrique. Il acquiert de l'expérience au sein d'un groupe auquel appartenait également le bassiste André Sawade. Plus tard, alors qu'il n'était plus impliqué dans ce groupe et qu'il était à la recherche d'un nouveau domaine d'activité, il fait la connaissance de Dario Rosenberg, un autre guitariste qui ne faisait pas partie d'un groupe. Il lui propose de former ensemble leur propre groupe. C'est ainsi qu'ils forment Ravager fin 2014. Chacun d'entre eux recrute un ancien compagnon d'armes du passé : Lehr fait venir Sawade, et Rosenberg introduit le chanteur Philip Herbst. Les quatre musiciens motivés ont rapidement trouvé un local de répétition adapté et ont commencé à composer leurs premières chansons, mais la recherche d'un batteur s'avère difficile. Poussé par l'urgence et par un intérêt de longue date, Sawade décide de prendre le poste de batteur. Le vide qui se crée à la basse est comblé par un autre changement d'instrument, cette fois-ci par un membre nouvellement arrivé. En effet, Justus Mahler maîtrisait certes les deux instruments, mais il préférait la guitare et ne se laissa convaincre de jouer de la basse qu'après de longues discussions.
Enfin au complet, le groupe donne ses premiers concerts locaux et commence à enregistrer fin 2015 l'EP 4 titres Alarm Clock Terror, dont Lehr est l'auteur-compositeur principal et qui est sorti en autoproduction le 12 mars 2016. Par la suite, le groupe étend son activité de concerts au-delà de la région et joue pour la première fois à l'étranger, au Luxembourg. En février 2017, le clip de la chanson Dr. Mad, produit par Maurice Swinkels, est publié. Leur premier album Eradicate... Annihilate... Exterminate... sort le 17 février 2017 sur Iron Shield Records.

## Discographie
- 2015 : Alarm Clock Terror (EP)
- 2017 : Eradicate... Annihilate... Exterminate... (album)